# Love Sick Love
Love Sick Love è un film del 2012 diretto da Christian Charles.

## Trama
Norman e Dori hanno da poco intrapreso una relazione sentimentale. Quando lei convince Norman a trascorrere insieme il fine settimana insieme in un'isolata casa di campagna, l'uomo non ha idea della spaventosa avventura che sta per affrontare. Arrivati sul posto, infatti, Dori ha intenzione di mettere alla prova il loro rapporto, presentandogli a sorpresa i genitori e i suoi tre figli, di cui Norman ignorava l'esistenza, e provando a trascorrere insieme le tradizionali feste annuali, tutte da vivere nell'arco dello stesso fine settimana. Norman prova invano ad allontanarsi, ma si ritrova costretto contro la sua volontà a celebrare con la psicopatica compagna in pochi giorni S. Valentino, Pasqua, Halloween, Natale e Capodanno mettendo a repentaglio la sua stessa sopravvivenza.

## Distribuzione
Dopo essere stato proiettato per la prima volta il 15 novembre 2012 al St. Louis International Film Festival, il film viene distribuito nelle sale statunitensi dal 19 aprile 2013.